# 杜甫传
《杜甫传》是中国近代诗人冯至创作的关于唐代诗人杜甫的传记。全书刻画了唐代现实主义诗人杜甫忧国忧民、跌宕起伏、颠沛流离的一生。

## 内容
全书分作13章，分别是：
- 家世与出身（本章讲述杜甫的家世渊源，其先祖是晋代名将杜预，曾祖父杜依艺、祖父杜审言、父亲杜闲。母亲是清河崔氏大族。）
- 童年（本章讲述杜甫由于母亲早逝而寄养在洛阳姑母家，他在西域和中原文化交融的洛阳度过他的童年。）
- 吴越与齐赵的漫游（本章讲述20岁到29岁（731年至740年）的杜甫在吴越齐赵的漫游经历，当时正值开元盛世和诗人的青年时期，这个时期他充满了青春豪情。）
- 与李白的会合（本章讲述杜甫和李白在各地赏湖登山、探访寺观的事迹，时间跨度是741年至745年。）
- 长安十年（本章讲述杜甫在首都长安的十年生活，时间是746年至756年。前期杜甫的诗歌多数描述个人遭遇和山川壮丽，后期则揭露政治腐败、边疆战争和人民的苦难。）
- 流亡（本章讲述安史之乱爆发后，杜甫也成为千千万万流亡群众的一员，他亲眼目睹了国家破碎，人民流离失所。）
- 侍奉皇帝与走向人民（本章讲述杜甫短暂在朝为官，当上皇帝的侍奉官左拾遗，不久之后被免官，从此真正走入人民，和人民群众同呼吸共命运。）
- 陇右的边警与艰险的山川（本章介绍759年杜甫在秦州的旅途遭遇。他的诗歌详细记述了秦州的地理形势和当时的战火硝烟。）
- 成都草堂（本章讲述759年年末杜甫来到益州的成都，获得了难得的安稳闲适的生活，这时期杜甫的诗歌既有吟咏大自然风光的壮丽，也有悲悯人民群众的苦难。）
- 再度流亡（本章讲述成都官军叛乱之后开始流亡的事迹，从梓州、阆州到成都奔波劳累。）
- 幕府生活（本章讲述杜甫回成都之后当幕府小官的生涯。）
- 夔府孤城（本章讲述晚年杜甫居住在夔州的难得的两年平稳生活，这时期他的诗歌吟咏了山川河岳和人民生活。）
- 悲剧的结局（本章讲述贫病交加的杜甫客死湖南岳州。他的遗骸在43年后（813年），由孙子杜嗣业移葬首阳山。）

## 创作和出版
冯至曾说：“力求每句话都有它的依据，不违背历史。”
1945年，冯至发表了《杜甫和我们的时代》和《我想怎样写一部传记》。
1946年，冯至发表了《两个姑母》和《公孙大娘》。
1947年，冯至发表了《杜甫在长安》。
1948年，冯至发表了《从秦州到成都》、《草堂前期》和《杜甫在梓州、阆州》。
1949年，冯至发表了《杜甫的家世与出身》。
1950年，冯至发表了《爱人民爱国家的诗人杜甫》。
1951年，冯至的《爱国诗人杜甫传》在《新观察》杂志2卷1期至12期连续刊登。
1952年11月，人民文学出版社取得版权，出版了《杜甫传》。
1956年，冯至的《杜甫诗选》出版。
1980年3月，人民文学出版社再度出版《杜甫传》，增加冯至对杜甫诗歌的研究文章和夏承焘的评论。10年，冯至在瑞典做学术演讲《歌德与杜甫》。
1985年10月，冯至为杜建根《诗人杜甫》日文版作序。
1986年，冯至给《中国大百科全书·中国文学卷》撰写《杜甫》条目。

## 主题
《杜甫传》通过讲述杜甫一生的生平事迹和生活旅程，刻画了一个既吟咏中国山川田园的壮丽，又悲悯人民群众多灾多难的诗人形象。《杜甫传》在中华人民共和国建立之后不久出版，当时正值百废待兴，各项建设如火如荼，“人民进行着旷古未有的斗争和建设，需要有好诗来歌颂和反映”，写《杜甫传》纪念杜甫，表达作者呼唤“好诗”，呼唤“爱国爱民”的现实主义作品。

## 艺术成就

### 创作背景
冯至最初创作杜甫相关文章始于1945年，当时中国大地战乱频仍、烽烟四起、局势动荡，和杜甫遭遇安史之乱的国家乱局相似。

### 写作手法
冯至按照杜甫的成长轨迹平铺直叙杜甫的一生事迹。

## 书评
新华社对冯至的唁电中说：“他对杜甫和歌德的研究成果在中国学术史上均有开创性意义。”
宁夏大学张迎胜的文章《冯至先生的杜甫研究》中说：“《杜甫传》的写作，体现了冯至先生务实求真，中西兼融的学术追求。”
山东大学文史哲研究院赵睿才《筚路蓝缕，以启山林——冯至先生的杜甫研究》中评价其学术贡献，“一、把杜诗当做一个整个的有机体来研究；二、开阔的学术视野；三、先进的文学史观；四、不被繁琐的考证与论据所累，又不轻视考据；五、筚路蓝缕以启山林的开创之功”。
中华人民共和国教育部把《杜甫传》列入“教育部统编《语文》推荐阅读丛书”。